# Gampelün

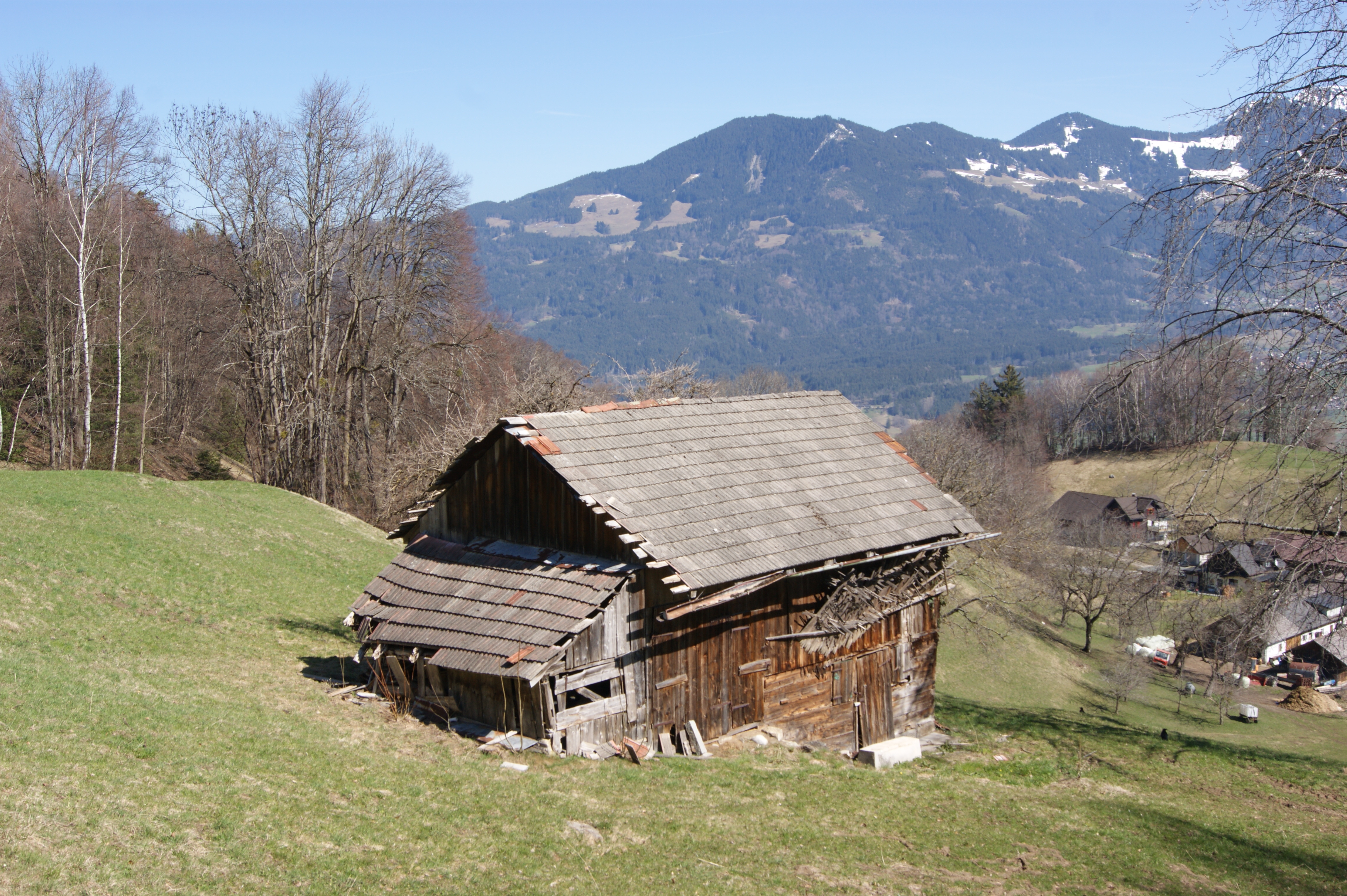
Alter Heustadle und unten einige Häuser von Gampelün

Gampelün ist eine Parzelle der Marktgemeinde Frastanz in Vorarlberg (Österreich) mit etwa 240 Einwohnern, die als Beinahe-Enklave fast vollständig vom Gemeindegebiet von Nenzing umschlossen ist.
Gampelün umfasst die Teile Winkel, Oberes Gampelün, Rofel, Kosa, Bardella, Anderhalden und Galätscha.

## Name
Der Name Gampelün findet sich in Vorarlberg nur an diesem Ort. In den Urkunden von Frastanz wird der Name in der Schreibweise Gampelü erstmals 1365 genannt.

## Geschichte
Die Erstbesiedlung von Gampelün erfolgte durch Rätoromanen, auf welche auch viele Flurnamen zurückgeführt werden (z. B. Fäscha, Rofel, Lasch, Mottabella, Gaschirr). Im späten Mittelalter waren auch Walser, die sich hier niederließen.
Wieso Gampelün und auch Bardella zu Beinahe-Enklaven mitten im Nenzinger Gemeindegebiet wurden, ist bis heute nicht geklärt. Laut Elmar Schallert könnten dies steuer- oder besitzrechtliche Gründe gehabt haben. Unter Umständen übernahmen die Bewohner von Gampelün und Bardella auch freiwillig Beitragszahlungen bei einem früheren Kirchenbau in Frastanz.
Nenzing und Frastanz waren jahrhundertelang Teil einer einheitlichen Gemeinde. Erst im 14. Jahrhundert kam es zur Trennung. Mittelberg verblieb bei Nenzing, Gampelün (Frastanz II) und Bardella (Frastanz III) gehörten fortan zu Frastanz und sind seither durch einen Korridorweg untereinander verbunden.

## Topografie, Geografie, Lage, Verkehr
Gampelün und Bardella gehören zum Bezirk Feldkirch, während der restliche Teil von Nenzing (Mittelberg) zum Bezirk Bludenz gehört. Durch die geographisch größere Nähe zu Frastanz wird das Gampelün und Bardella umgebende Mittelberg (Nenzing) von Frastanz kirchlich betreut und auch die Post wird über Frastanz ausgeliefert, wie auch in Gampelün und Bardella.
Gampelün liegt auf einer, von Frastanz aus gesehen, südseitigen Hangterrasse zwischen ca. 500 m ü. A. bis etwa 750 m ü. A. Das Gebiet hat etwa eine Länge von 1500 Meter und eine durchschnittliche Breite von 1000 Meter. Die Fläche beträgt 150 ha 93 ar. Zum überwiegenden Teil besteht Gampelün aus landwirtschaftlichen Nutzflächen (Wiese) und Waldflächen. Nur ein geringer Teil ist verbaut, wobei sich Gampelün in den letzten Jahrzehnten zu einer Wohngegend entwickelte. Nach der Volkszählung vom 10. Oktober 1967 gab es in Gampelün 36 Häuser mit 43 Haushalten mit 170 Personen. Rund 50 Jahr später sind es 62 Häuser mit rund 230 Personen.
Von Frastanz Zentrum sind es etwa 2500 Meter Luftlinie nach Gampelün und nach Frastafeders bzw. Bazora ebenfalls. Nach Nenzing sind es etwa 4000 Meter Luftlinie.
Am östlichen Rand Gampelüns fließt die Galina auf einer Länge von etwa 1000 Metern und südlich/südöstlich auf einer Länge von etwa 300 Metern. Der südliche Rand Gampelüns wird auch vom Rofelbach gebildet. In Gampelün entspringt der Roßniserbach und fließt von hier zum Ortsteil Halden der Marktgemeinde Nenzing.

## Religion
In Gampelün befindet sich die Gampelüner Kapelle (Ortskapelle Mariä Erscheinung zu Lourdes), die 1901 anstelle eines früheren Bildstocks erbaut wurde und direkt an der Hauptkreuzung von Gampelün, der Gampelünerstraße (L67 von Frastanz), der Gurtiserstraße (L68) und der Gadonstraße (L67 nach Nenzing) steht.

## Natur und Landwirtschaft
In Gampelün finden sich schützenswerte Magerheuwiesen und Hangmoore. Das „Kosaseele“ besteht nur von Zeit zu Zeit, wenn er sich mit Oberflächenwasser füllt. Der Roßniserbach ist größtenteils naturbelassen und wird umgangssprachlich als Roßniserbächle bezeichnet.
Die Agrargemeinschaft Gampelün bewirtschaftet rund 61,50 Hektar in Gampelün, somit rund 41 % der Gesamtfläche von Gampelün.